# 601
601 је била проста година.

## Догађаји
- Балкански поход: Византијска војска под командом Петра, брата цара Маврикија, прелази Дунав и напредује до реке Тисе, где побеђује Словене и Аваре.
- Франци, Меровинзи и Каролинзи сукцесивно контролишу већи део Западне Европе, док се снажни феудалци дижу на власт да би стекли оданост народа.
- Лангобарди под краљем Агилулфом проширују се у северну Италију, успостављајући насеље са Францима и одржавајући повремене односе са Римом.
- Лијува II, стар 18 година, је наследио свог оца Рекареда I на месту краља Визигота. Рекаред умире природном смрћу у престоници Толеду након 15-годишње владавине.
- Производња хране се повећава у северној и западној Европи као резултат пољопривредне технологије коју су увели Словени, који користе лагани плуг са оштрицом ножа (раоник), који сече дубоко у земљу на основном нивоу, заједно са обликованом даском, или „опалом“, која помера посечено земљиште на једну страну.
- Папа Гргур I шаље будуће кентерберијске архиепископе (Мелит, Јустус и Хонорије) и будућег архиепископа Јорка Павлина у Енглеску да помогне Августину у његовом мисионарском раду.